# 圣热罗尼莫堂 (图卢兹)

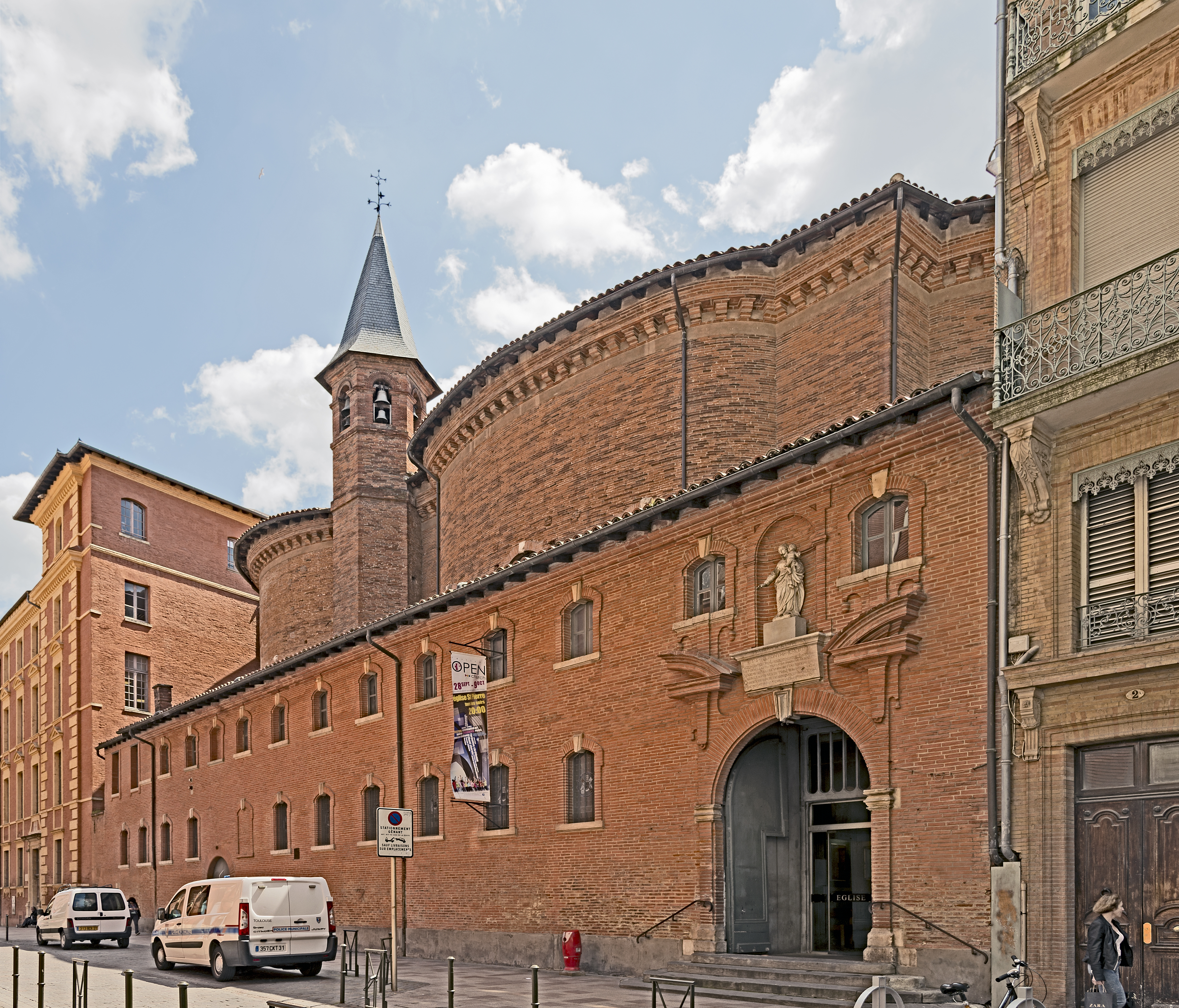

圣热罗尼莫堂（Église Saint-Jérôme）原为蓝衣忏悔者小堂（chapelle des Pénitents bleus），位于法国奥克西塔尼大区上加龙省图卢兹的佩利西耶中校街（rue du Lieutenant-Colonel-Pélissier），原名蓝衣忏悔者街（rue des Pénitents bleus），是一座罗马天主教教堂，由图卢兹蓝衣忏悔者善会建于17世纪（1622-1629），路易十三在位期间，巴洛克建筑风格，建筑师皮埃尔·列维斯维尔（Pierre Levesville）是善会的成员。蓝衣忏悔者聘请图卢兹最好的艺术家来装饰他们的小堂，这座小堂在法国大革命中未遭受太多破坏。1980年，该堂公布为法国历史遗迹。

## 历史
1575年9月29日，图卢兹蓝衣忏悔者善会在图卢兹圣军事学院小堂（现为歌剧院大酒店）举行第一次集会。
新教堂建于1622年，由建筑师皮埃尔•列维斯维尔（Pierre Levesville）建造。埃斯帕贝斯主教代表路易十三国王奠基。教堂的主体工程于1626年完工。。
法国大革命期间，1792年善会解散， 1801年改为堂区教堂，名为圣热罗尼莫堂。1805年建筑师雅克•帕斯卡尔•维雷本特（Jacques Pascal Virebent）负责改建。

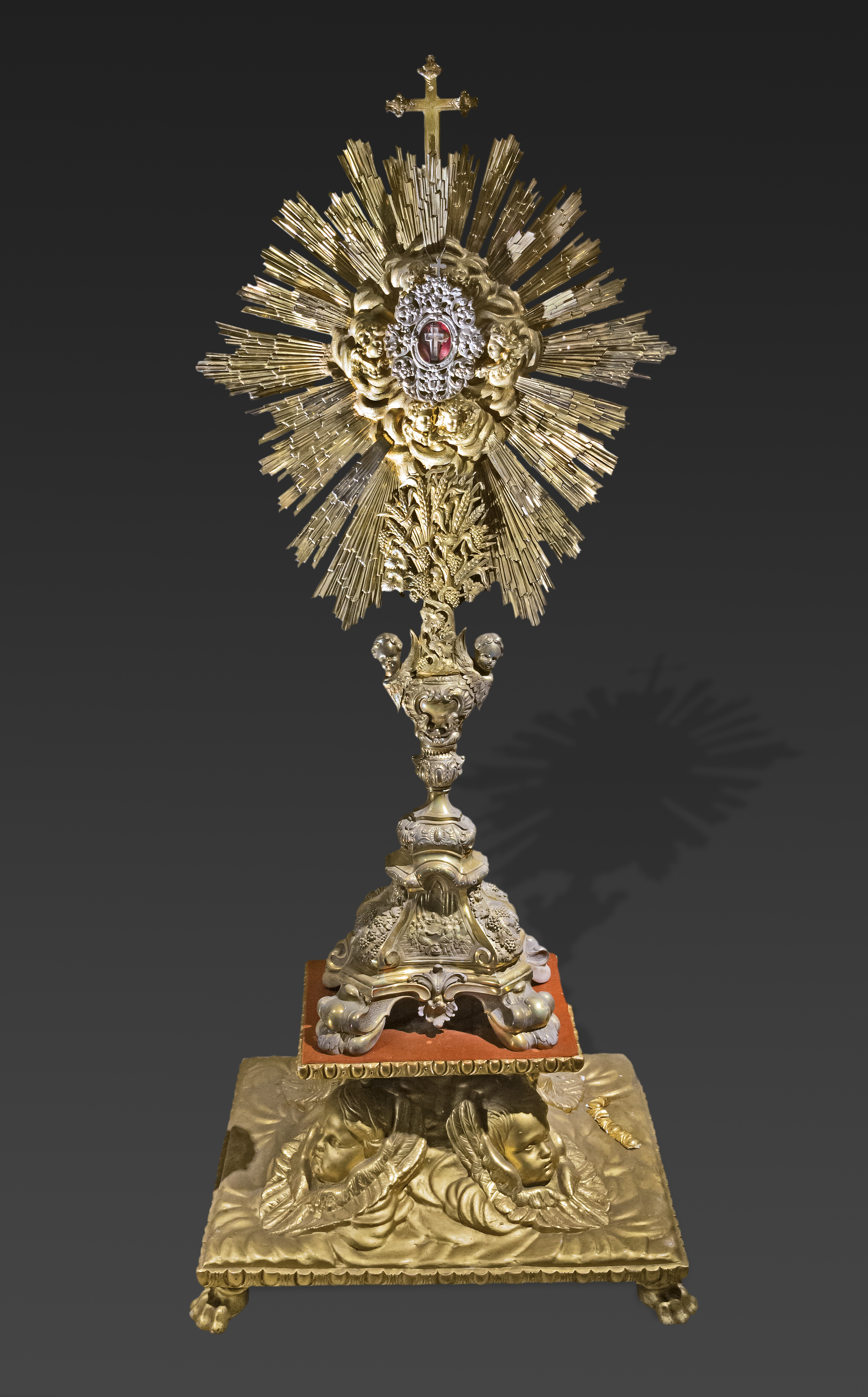
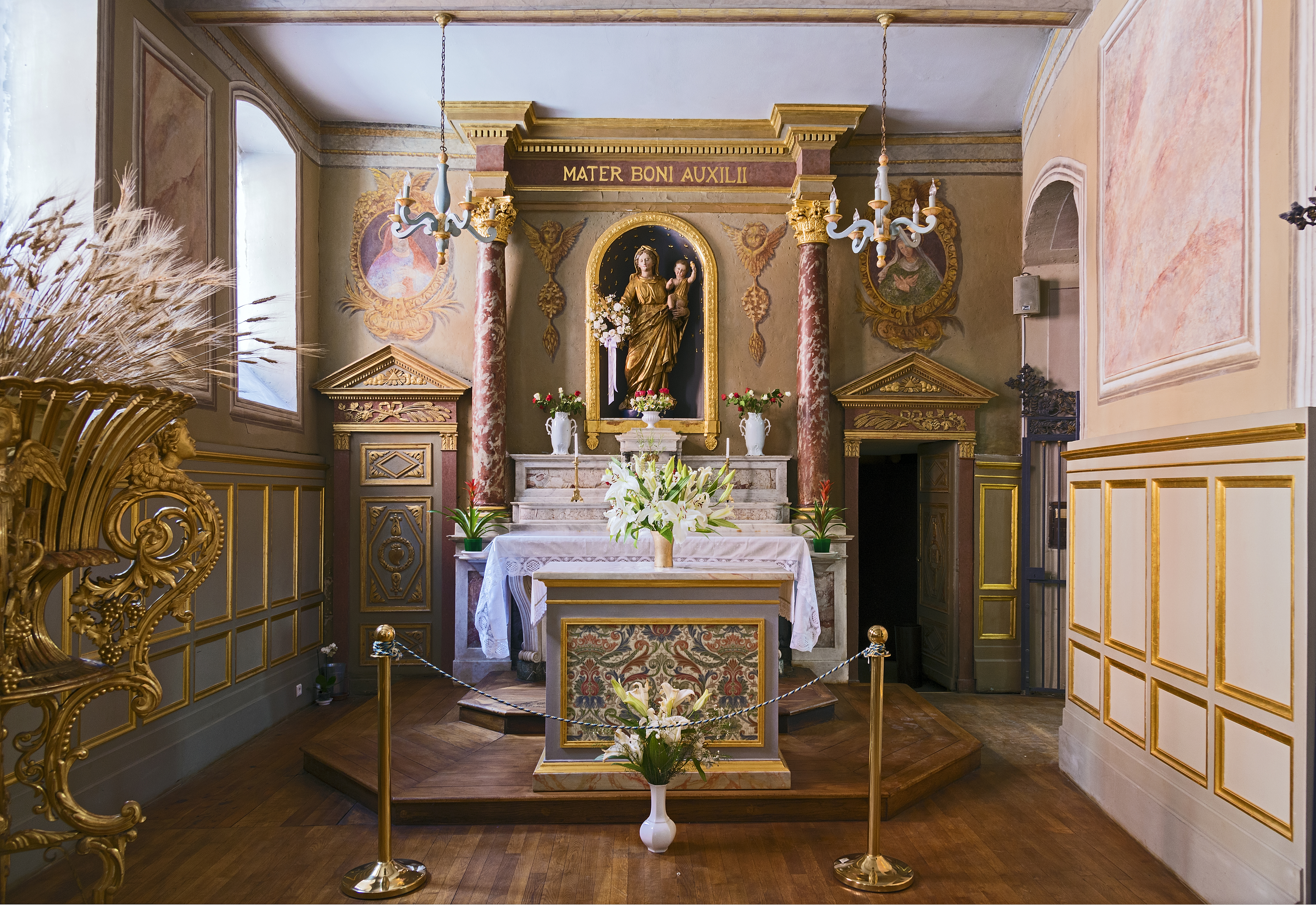
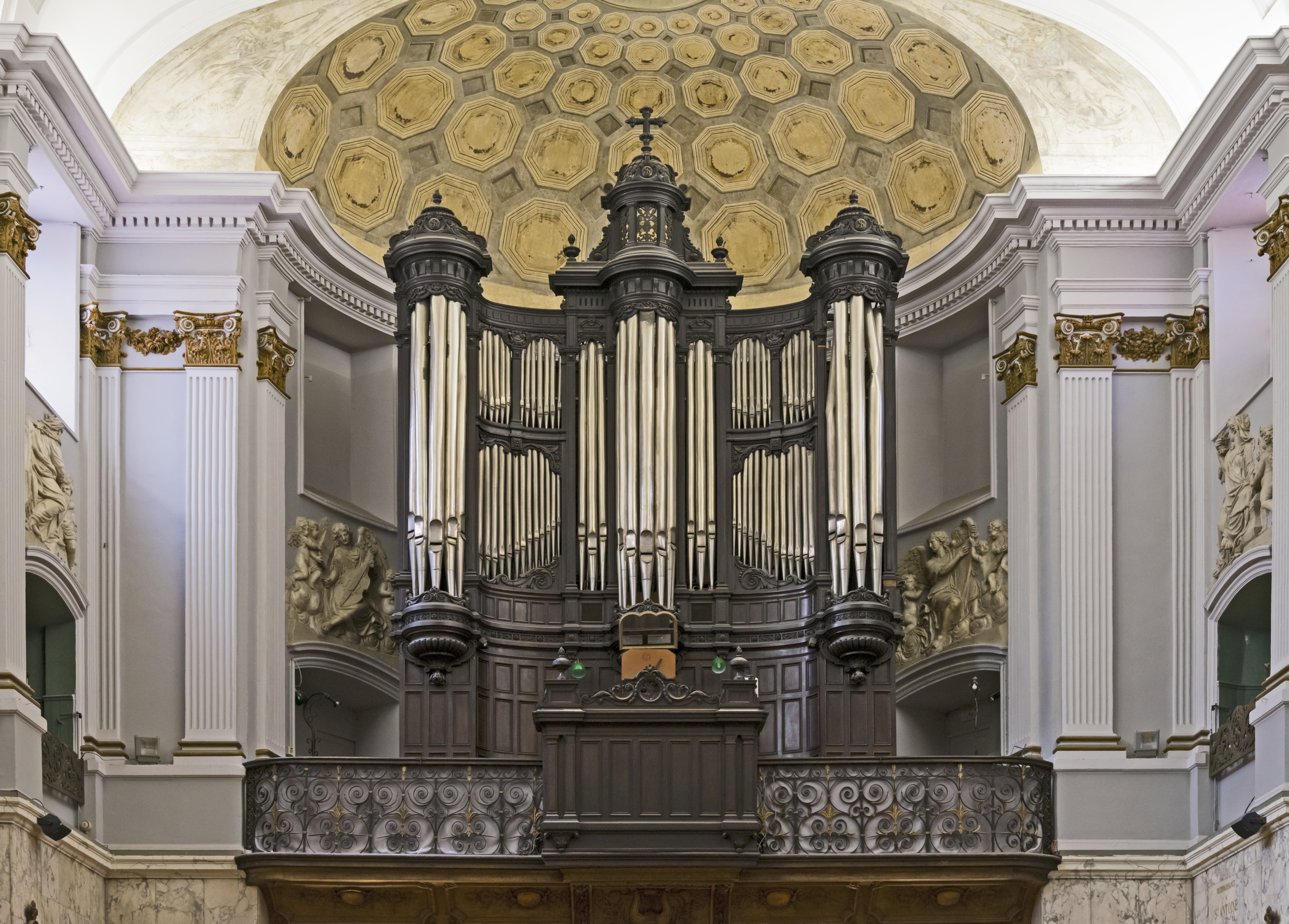
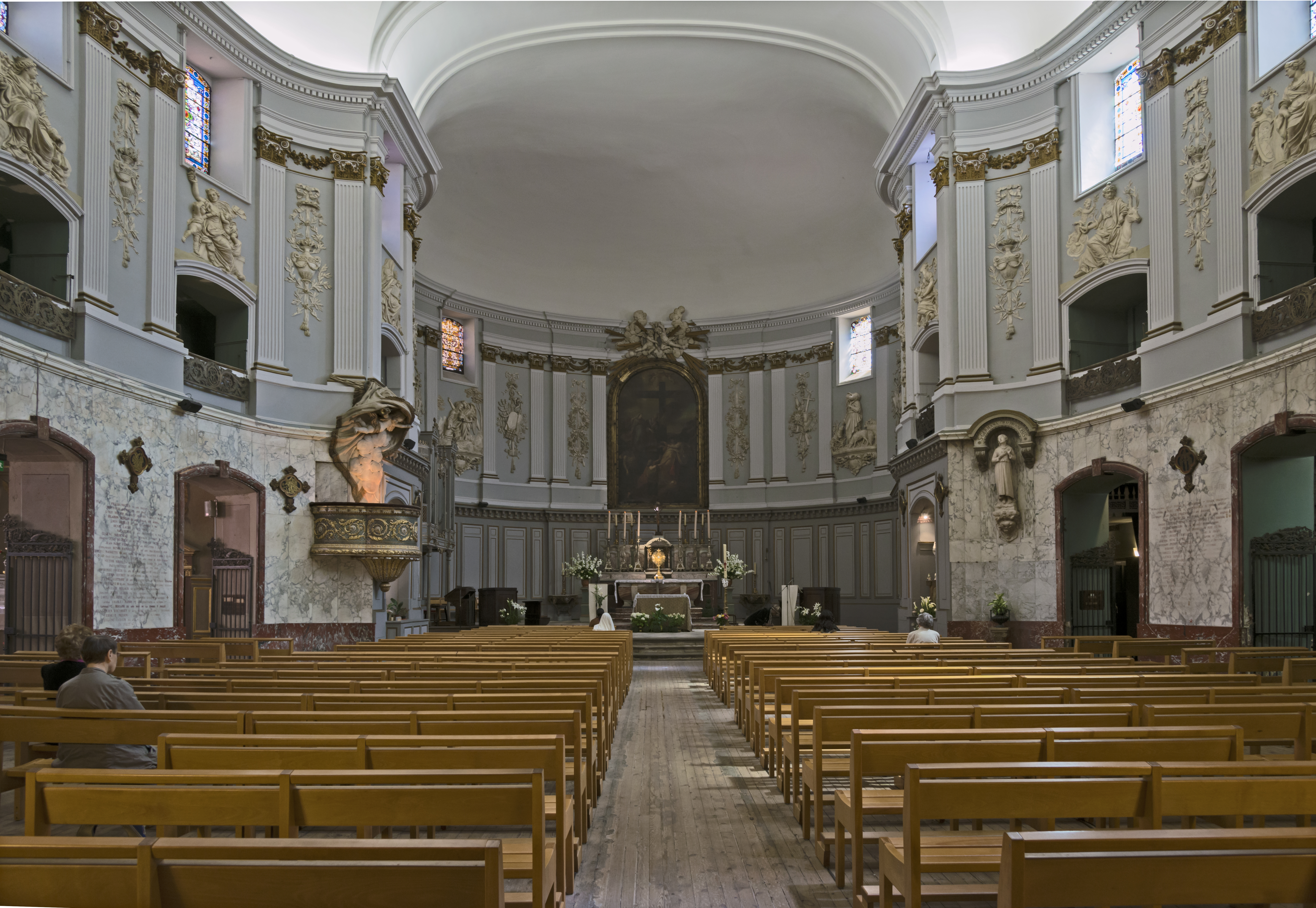
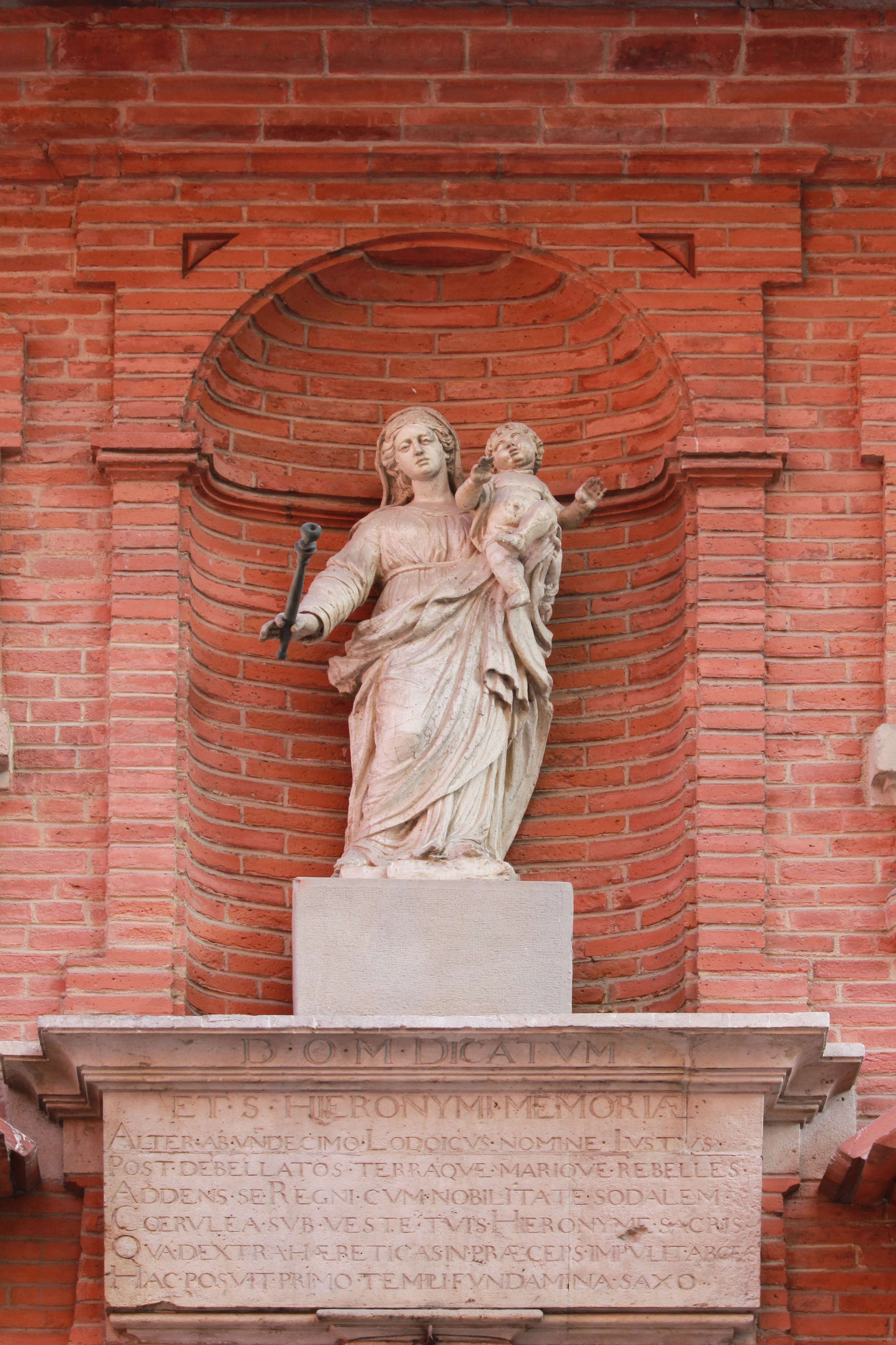